# Burghart Klaußner
Burghart Klaußner (ur. 13 września 1949 w Berlinie) – niemiecki aktor. Jest także autorem narracji wielu audiobooków, w tym Solar Iana McEwana.

## Filmografia
- 1987: Das Rätsel der Sandbank jako Davies
- 1991: Im Kreis der Lieben jako właściciel domu
- 1992: Dziecięce zabawy (Kinderspiele) jako ojciec
- 1992: Schattenboxer jako malarz
- 1993: Die Denunziantin jako Werner Kraengel
- 1994: La Lumière des étoiles mortes jako Kapitan Krantz
- 1995: Ein Falscher Schritt jako Eugen Himmelreiter
- 1996: Superżona (Das Superweib) jako Rudi Fährenberg
- 1996: Und keiner weint mir nach jako 	Pan Leer
- 1997:  Rossini jako Tabatier
- 1998: 23 (23 - Nichts ist so wie es scheint) jako Weber
- 1998: Das Böse jako Axel Wornitz
- 1998: Der Menschenfeind jako Alceste
- 1999: Ganz unten, ganz oben jako Caspar Richter
- 1999: Der Blonde Affe jako Bergen
- 1999: Urlaub auf Leben und Tod - Eine Familie hält zusammen jako Albrecht Seibel
- 2000: Crazy jako Klaus Lebert
- 2001: Durch dick und dünn jako Georg Krause
- 2002: Mit dem Rücken zur Wand jako Zeidler
- 2003: Good Bye Lenin! jako Robert Kerner
- 2003: Hamlet_X jako Poloniusz
- 2003: Stille Nacht, Anlage B jako Knoll
- 2004: Edukatorzy (Die Fetten Jahre Sind Vorbei) jako Hardenberg
- 2004: Kłamstwa złotej rybki (Ein Goldfisch unter Haien) jako Rupert
- 2004: Der Schmerz geht jako Robert Kerner
- 2005: Solo für Schwarz - Tod im See jako  Karl Hörster
- 2005: Most powietrzny (Die Luftbrücke - Nur der Himmel war frei) jako Ernst Reuter
- 2006: Requiem jako Karl Klingler
- 2006: Człowiek z ambasady (Der Mann von der Botschaft) jako Herbert
- 2007: Die Aufschneider jako profesor Udo Keller
- 2007: Yella jako doktor Gunthen
- 2007: Der Novembermann jako Hermann Droemer
- 2007: An die Grenze jako profesor Karow
- 2008: Lektor (The Reader) jako sędzia
- 2008: Mediator jako mediator
- 2009: Biała wstążka (Das Weisse Band - Eine deutsche Kindergeschichte) jako pastor
- 2009: Alter und Schönheit jako Justus
- 2010: Zakochany Goethe (Goethe!) jako ojciec Lotty
- 2010: Cisza (Das Letzte Schweigen) jako Krischan Mittich
- 2011: Lekcja marzeń (Der Ganz große Traum) jako Gustav Merfeld
- 2012: Zigzag Kid (Nono, het Zigzag Kind) jako Felix Glick
- 2013: Nocny pociąg do Lizbony (Night Train to Lisbon) jako sędzia Prado
- 2013: Tajemnice hotelu Adlon (Das Adlon. Eine Familiensaga) jako Lorenz Adlon
- 2013: George jako Helmut Maurer
- 2014: Dyplomacja (Diplomatie) jako Major Ebernach
- 2014: Między światami (Zwischen Welten) jako pułkownik Haar
- 2015: 13 minut (Elser) jako Nebe
- 2015: Fritz Bauer kontra państwo (Der Staat gegen Fritz Bauer) jako Fritz Bauer
- 2015: Most szpiegów (Bridge of Spies) jako Harald Ott
- 2016: Løvekvinnen jako Johannes Joachim

## Nagrody i nominacje
| Rok  | Nagroda                                   | Kategoria                       | Film                              | Rezultat  |
| ---- | ----------------------------------------- | ------------------------------- | --------------------------------- | --------- |
| 2006 | Międzynarodowy Festiwal Filmowy w Locarno | Najlepszy aktor                 | Człowiek z ambasady (2006)        | Wygrana   |
| 2016 | Europejska Nagroda Filmowa                | Najlepszy europejski aktor roku | Fritz Bauer kontra państwo (2015) | Nominacja |